# Handknattleiksfélag Kópavogs

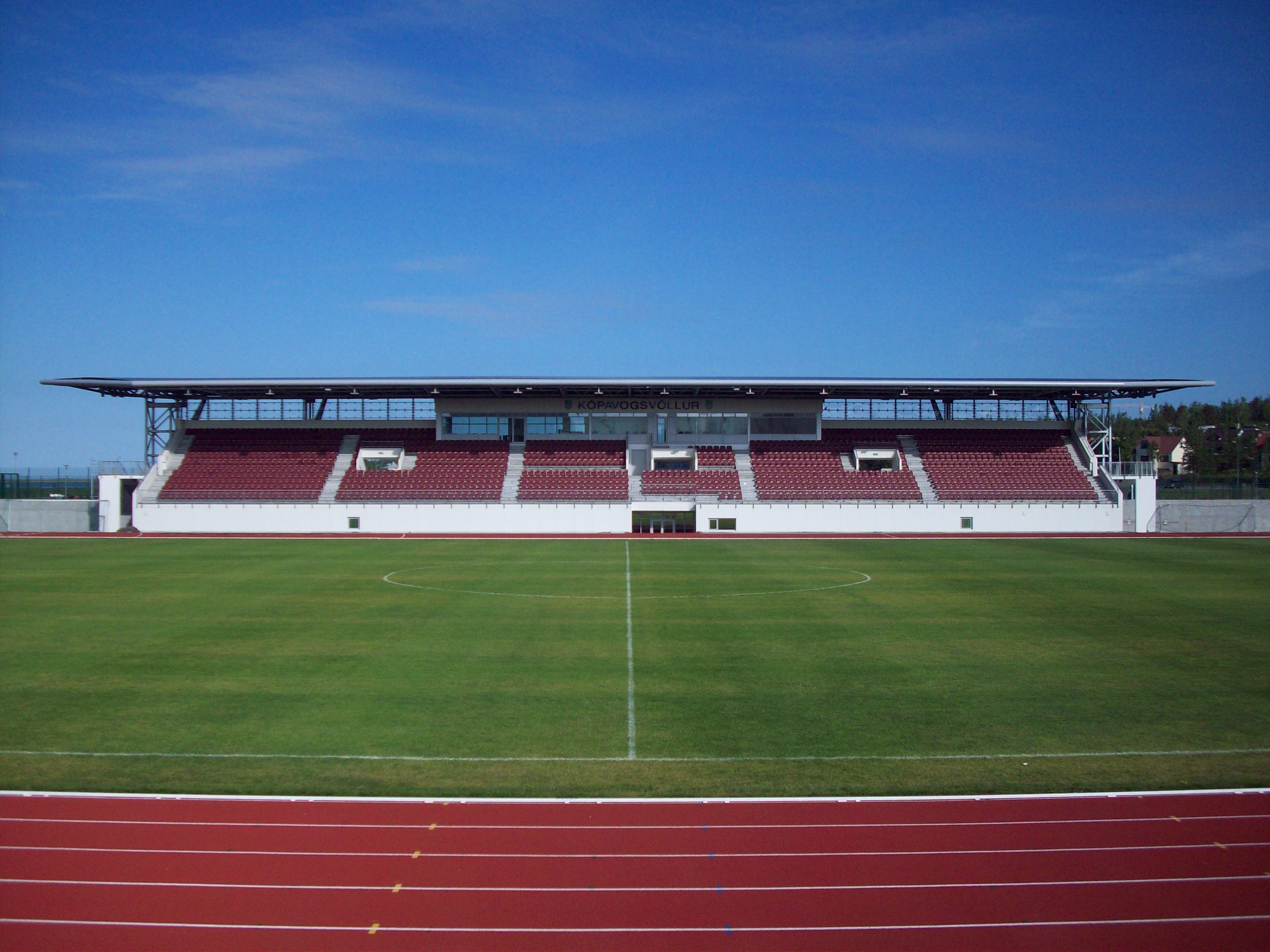
Vista do estádio Kópavogsvöllur.

Handknattleiksfélag Kópavogs (acrónimo: HK) é um clube poliesportivo islandês de Kópavogur. É notável pelos seus departamentos de andebol, futebol, floorball, vôlei, dança, taekwondo e tênis de mesa.

## História
No outono de 1969, oito garotos de doze anos da Kársnesskóli, decidiram alugar um pavilhão desportivo da ÍR em Túngáta, Reykjavík. Alguns deles jogavam no Breiðablik UBK, outro clube da cidade. O clube foi estabelecido a 26 de janeiro de 1970, a fim de praticar futebol e andebol. Desde a sua primeira participação na Úrvalsdeild, em 2007, o time foi relegado nas edições de 2008 e 2021.

### Estrutura
O HK utiliza instalações de treinamento do centro esportivo Digranes e Kórnum, onde as categorias de base jogam partidas de futebol no Knatthús.
Seu mando de campo é o Kórinn Kópavogi Íþróttamiðstöð, ou simplesmente Kórinn, inaugurado a 2007 e que possui relva artificial para acomodar 5.501 espectadores.

## Títulos
- 2. deild karla (3): 1997, 2002, 2013
- 3. deild karla (2): 1992, 2001